# Скупштина у Београду (1810)
О скупштини која je, као редовна, одржана y Београду 1—2. јануара 1810. (на нову годину) има мало поузданих података.
Саставши сe неколико месеци иза „чрезвичајне" скупштине која је одржана y Хасанпашиној Паланци, ова скупштина само је потврдила њене закључке, јер је сав народ желео да сe y односе са Русима унесе више одређености, и да један већи одред руске војске дође y Србију где би сe стално настанио и учествовао y операцијама српске војске. Као што су радиле раније скупштине, и ова је скупштина извршила разрез пореза за следећу годину и прегледала рачуне из прошле године.
У току рада ове скупштине, смењен је са председништва Савета Младен Миловановић, па је тај положај заузео Јаков Ненадовић.